# Tinirau Remuela
Tinirau Remuela (11 de noviembre de 1988) es un deportista francopolinesio que compite en taekwondo. Ganó una medalla de bronce en el Campeonato de Oceanía de Taekwondo de 2018 en la categoría de –80 kg.

## Palmarés internacional
| Campeonato de Oceanía | Campeonato de Oceanía | Campeonato de Oceanía | Campeonato de Oceanía |
| Año                   | Lugar                 | Medalla               | Categoría             |
| --------------------- | --------------------- | --------------------- | --------------------- |
| 2018                  | Mahina (Francia)      | Medalla de bronce     | –80 kg                |